# Curt Clemens
Curt Anders Clemens, född 23 januari 1911 i Katarina församling i Stockholm, död 15 november 1947 i Enskede församling, var en svensk målare.

## Biografi
Han studerade vid Otte Skölds målarskola 1928–1930, varefter han företog en studieresa till Paris 1930–1931. Efter ytterligare en Frankrikeresa 1932 debuterade han i en utställning tillsammans med en grupp kamrater från Otte Skölds målarskola under beteckningen Sex nya och ställde ut verk på Josephsons konsthall. Tillsammans med Vera Frisén, Lennart Gram, Tage Hedqvist, Kurt Carendi och Alf Lindberg ställde han ut på Svensk-franska konstgalleriet 1938. Han fick sitt genombrott som konstnär i sin första separatutställning på Svensk-franska konstgalleriet 1939. Hans verk finns representerade vid Moderna Museet och Nationalmuseum i Stockholm samt vid Göteborgs konstmuseum, Malmö museum, Kalmar Konstmuseum, Gävle museum, Sörmlands museum, Litografiska museet, Länsmuseet Gävleborg och Östergötlands museum.  Hans konst består av landskap och personer där kvinnan intar den centrala platsen.
Han var son till grosshandlaren Anders Clemens och Aimée Knops. Han gifte sig 1942 med Aili Molin (1912–1995) och fick två söner: arkitekten Lennart Clemens (född 1943) och advokaten Mikael Clemens (född 1945).
Curt Clemens är gravsatt på Norra begravningsplatsen utanför Stockholm.

## Galleri

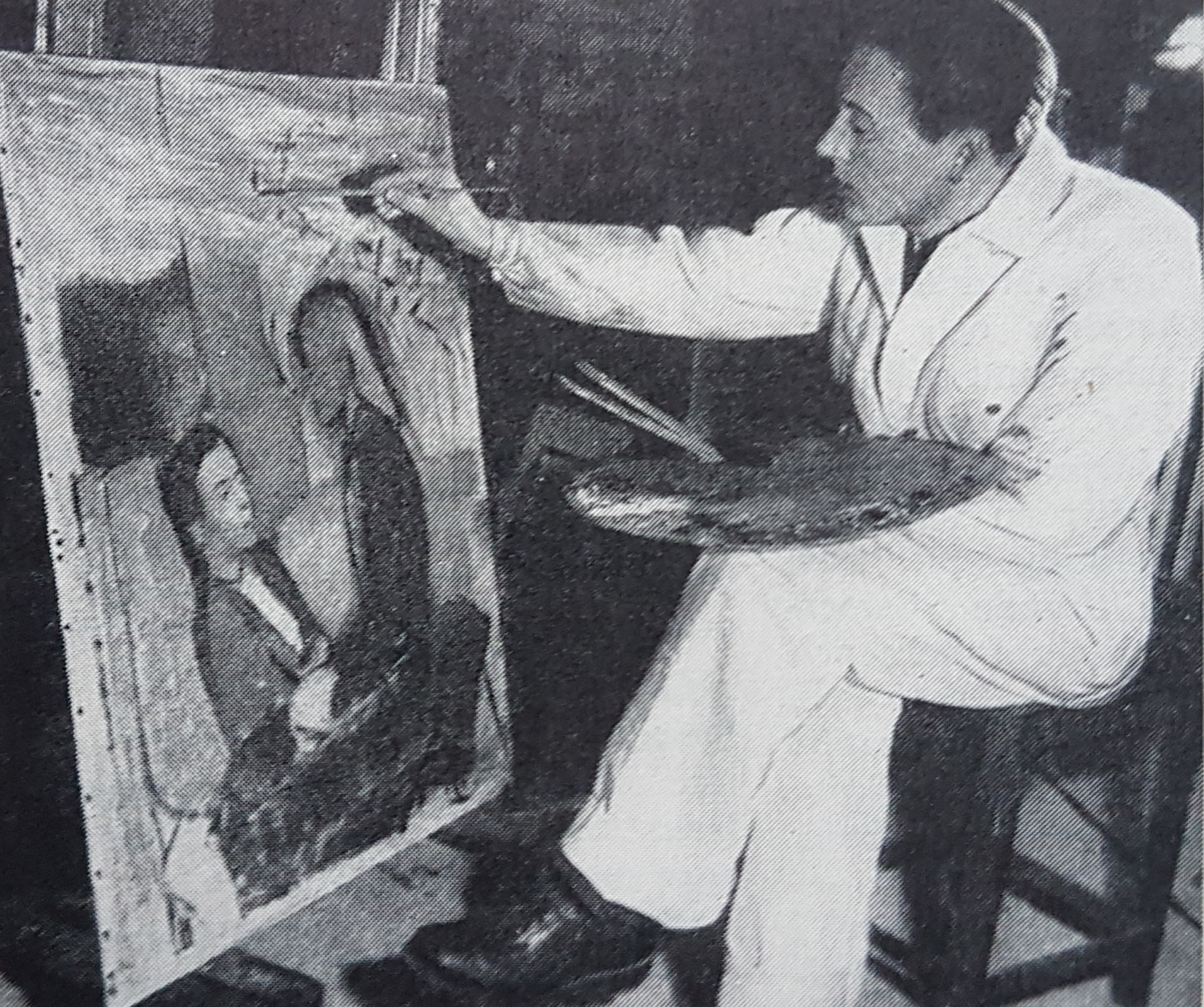
Curt Clemens i ateljén
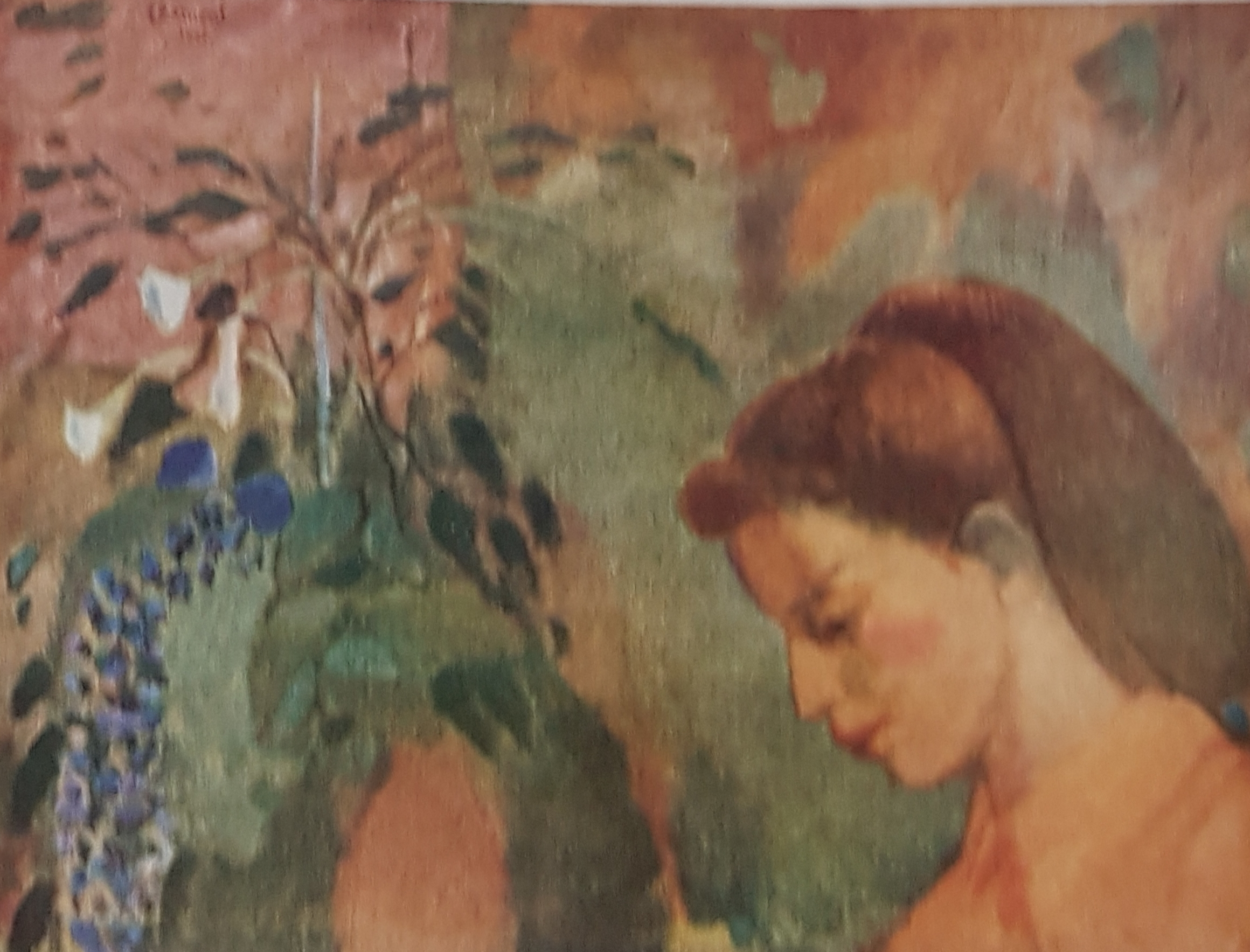
Aili med blommor (u. å.)